# Baekdusan
Baekdusan (hangul: 백두산; hanja: 白頭山; bra: Alerta Vermelho), também conhecido como Mount Paektu, é um filme de ação sul-coreano de 2019, dirigido por Lee Hae-jun e Kim Byung-seo e estrelando Lee Byung-hun, Ha Jung-woo, Ma Dong-seok, Bae Suzy e Jeon Hye-jin. Estreou em dezembro de 2019 na Coreia do Sul.

## Elenco

### Elenco principal
- Lee Byung-hun[8][9] como Lee Joon-pyeong.
- Ha Jung-woo[10] como Jo In-chang.
- Ma Dong-seok[11] como Kang Bong-rae.
- Bae Suzy[12][13] como Choi Ji-young.
- Jeon Hye-jin[14] como Jeon Yoo-kyung.

### Elenco secundário
- Ok Ja-yeon como a sargento Min.

### Elenco convidado
- Yang Dae-hyuk como um agente na sala 2.

## Estreia
Estreou em 19 de dezembro de 2019 na Coreia do Sul, 20 de dezembro nos Estados Unidos, 24 de dezembro em Taiwan, 1 de janeiro de 2020 em Hong Kong, no dia 2 em Singapura e Malásia, no dia 8 na Indonésia, no dia 9 na Tailândia e Austrália e no dia 31 no Vietnã.